# Andreas Faber-Kaiser

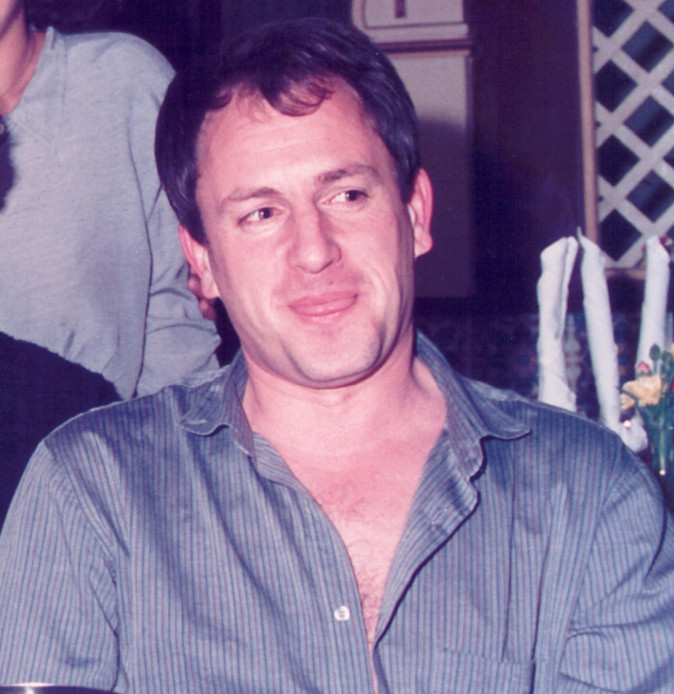
Andreas Faber-Kaiser

Andreas Faber-Kaiser (5 tháng 4 năm 1944 – 14 tháng 3 năm 1994) là nhà văn và nhà UFO học người Tây Ban Nha gốc Đức. Ông chuyên nghiên cứu về những khía cạnh bí ẩn và ẩn giấu của lịch sử, đặc biệt là mối liên hệ của những vị thần thời cổ đại với UFO hiện nay, từng tham gia với tư cách là diễn giả trong nhiều đại hội quốc tế dành riêng cho loại chủ đề này, cả ở châu Âu và châu Mỹ.

## Tiểu sử
Andreas Faber-Kaiser chào đời ngày 5 tháng 4 năm 1944 tại Barcelona, Tây Ban Nha. Ông tốt nghiệp chuyên ngành triết học và chữ viết, về sau được trao Giải thưởng Quốc gia về Du hành vũ trụ "Julio Marial" cho nghiên cứu mang tên Ảnh hưởng của du hành vũ trụ trong cuộc sống của con người vào năm 1972. Năm 1976, ông cho sáng lập tạp chí UFO và hiện tượng huyền bí Mundo Desconocido với sự cộng tác của nhà báo và nhà nghiên cứu người Argentina bị mất tích tên là Alejandro Vignati, được toàn thế giới coi là một trong ba ấn phẩm đầu tiên của loại hình này vào năm 1980, về sau được trao giải "Secinter" cho tạp chí chuyên ngành xuất sắc nhất năm 1980.  Tạp chí ngừng xuất bản vào tháng 11 năm 1982, dù vẫn tiếp tục hoạt động đóng vai trò như một mạng lưới nghiên cứu quốc tế, cung cấp tài chính cho các nghiên cứu UFO khác nhau.
Năm 1988, ông được mời làm diễn giả trên chương trình ¿Què volen aquesta gent? của Đài phát thanh Catalunya, Một chương trình dành riêng cho giới nghiên cứu UFO. Kể từ khi thành lập vào năm 1989 và cho đến tháng 5 năm 1992, ông giữ vai trò Cố vấn biên tập và Điều phối viên quốc tế của tạp chí Más Allá de la Ciencia do MC Ediciones xuất bản và dành riêng cho thế giới siêu linh, thần bí học và UFO học, ông còn làm Cố vấn biên tập các ấn bản JC Ediciones S.A. Từ năm 1988 đến 1994, ông chỉ đạo và làm MC cho chương trình Sintonía Alfa của Đài phát thanh Catalunya chuyên tập trung vào các chủ đề UFO học và hiện tượng huyền bí, xen kẽ với chương trình đặc biệt mang tên Arxiu Secret.
Tháng 8 năm 1992, với tư cách là diễn giả đầu tiên, ông đã cho mở Khóa học chuyên ngành về khuếch trương văn hóa mang tên Grandes Enigmas: Los Ovnis, do Đại học Complutense ở Madrid tổ chức các Khóa học mùa hè dưới sự hướng dẫn của J.J. Benítez, tạo thành khóa học UFO học đầu tiên được tổ chức tại một trường đại học Tây Ban Nha.
Những chuyến đi nghiên cứu của Faber-Kaiser đã đưa ông chu du khắp châu Âu, châu Á, châu Mỹ và châu Đại Dương, dẫn đến việc xuất bản một số cuốn sách gây tranh cãi chẳng hạn như cuốn Jesús vivió y murió en Cachemira (Chúa Giê-su sống và chết ở Kashmir) xuất bản năm 1976. Nội dung được tác giả tiết lộ rằng Chúa Giê-su người Nazareth đã không chết trên thập tự giá, được tín đồ phái Essene che giấu và giúp chữa lành vết thương nghiêm trọng gây ra trong quá trình bị đóng đinh, sau đó Giê-su quyết định du hành về phía đông nhằm tìm kiếm các bộ tộc Do Thái thất lạc và khi vừa đặt chân đến Kashmir thì khởi đầu một cuộc sống mới bằng cái chết tự nhiên ở độ tuổi rất già. Fabier-Kaiser còn trích dẫn những giả thuyết ngụy tạo mất uy tín như tác phẩm A Correct Transcript of Pilate's Court của William Dennes Mahan.
Ông qua đời ngày 14 tháng 3 năm 1994 tại bệnh viện Can Ruti ở Barcelona (nay là Bệnh viện Đại học German Trias i Pujol) ở tuổi 49.

## Ấn phẩm
- ¿Sacerdotes o cosmonautas? (1971)
- Cosmos-Cronología general de la Astronáutica (1972)
- Grandes enigmas del Cielo y de la Tierra (1973)
- Hacia la Conquista del Universo (1974)
- Jesús Vivió y murió en Cachemira (1976)
- OVNIs: el archivo de la CIA - Documentación y memorandos (1980)
- OVNIs: el archivo de la CIA - Informes de avistamientos (1980)
- OVNIs: archivos americanos - Documentos militares y de inteligencia (1980)
- La caverna de los tesoros (1984)
- Las nubes del engaño [Crónica extrahumana antigua] (1984)
- Fuera de control [Crónica extrahumana moderna] (1984)
- Sobre el secreto [La isla mágica de Pohnpei y el secreto de Nan Matol] (1985)
- Pacto de silencio (1988)
- El muñeco humano (1989)